# Skolkovo Innovation Center
Skolkovo Innovation Center (in russo Инновационный центр «Сколково»?, Innovacionnyj Centr «Skolkovo») è un'area commerciale dedicata alla tecnologia e costruita nel quartiere Možajskij a Mosca in Russia Sebbene storicamente la Russia ha avuto successo nello sviluppo di scienze e tecnologia, la sua mancanza di spirito imprenditoriale ha portato il governo a intervenire per la creazione di brevetti per le aziende tecnologie russe andando oltre l'ambito dei servizi regionali. Sia le imprese che le persone che diventano residenti del centro ricevono assistenza finanziaria per le idee e i progetti proposti
Skolkovo fu annunciata per la prima volta il 2 novembre 2009 dal primo ministro russo Dmitrij Medvedev.. Il complesso è a capo di Viktor Vekselberg coadiuvato dall'ex amministratore di Intel Craig Barrett.

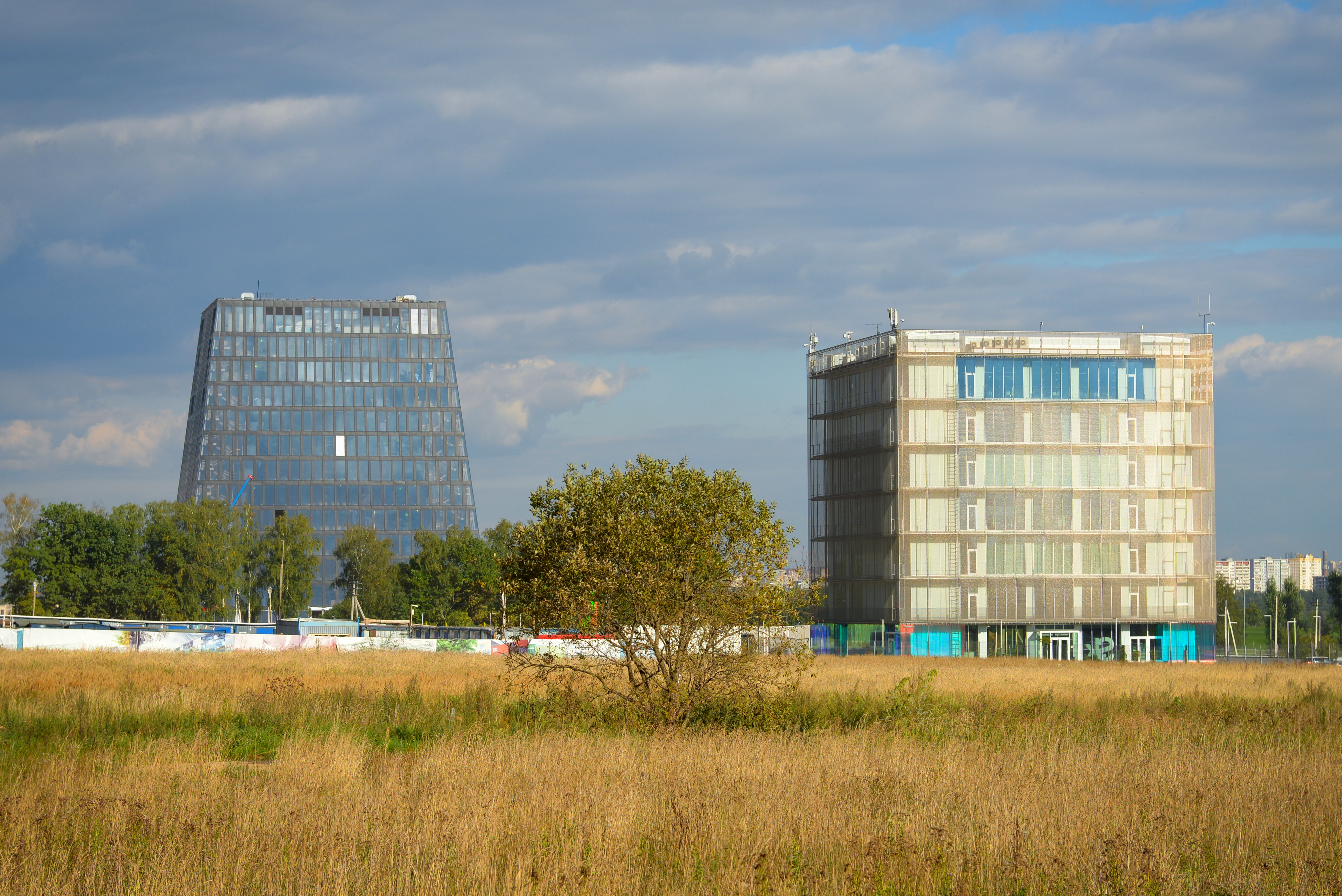
Edifici MATREX e HYPERCUBE, Skolkovo

## Architettura
L'architettura di Skolkovo è anche innovativa, e gli edifici più importanti del sito includono Matrex e Hypercube, entrambi dell'architetto russo contemporaneo Boris Bernaskoni.